# Muối Himalaya

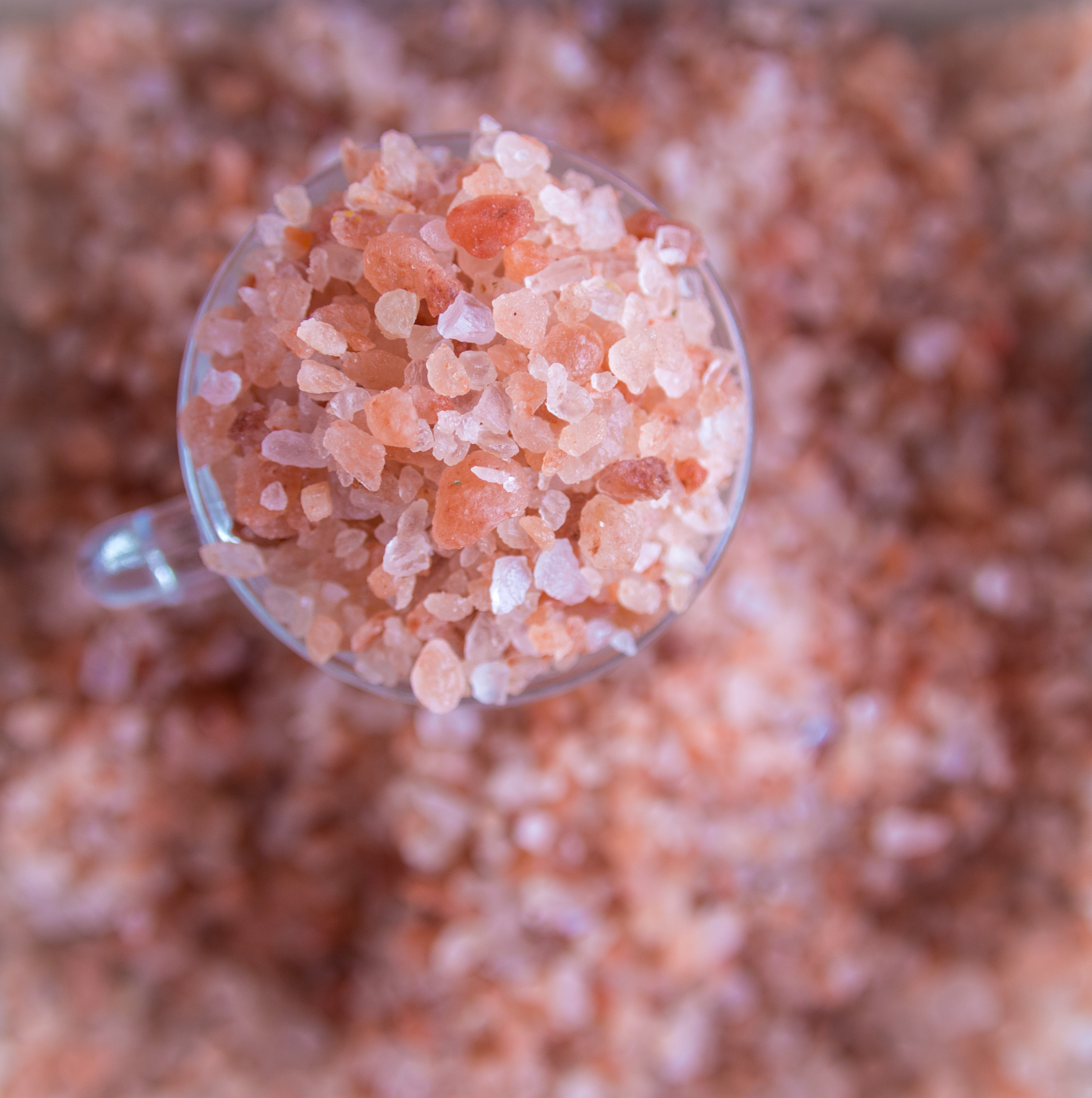
Muối Himalaya

Muối Himalaya còn gọi là muối hồng hay muối hồng Himalaya hay là tên thương mại của loại muối halit (hay còn gọi là đá muối) được sản xuất ở Pakistan, loại muối đã được nhiều công ty ở châu Âu, Bắc Mỹ và Úc kinh doanh vào đầu thế kỷ 21. Nó được khai thác chủ yếu từ mỏ muối Khewra ở Khewra, quận Jhelum, Punjab, Pakistan, cách Himalaya 300 km, khoảng 160 km từ Islamabad, và 260 km từ Lahore, và nằm trong dãy núi Rặng Muối (Salt Range). Muối ở đây đôi khi có màu hồng hoặc đỏ, với một số tinh thể có màu trắng đục đến trong suốt. Nó thường được dùng làm muối ăn, dùng cho spa,...